# Ricardo García Sanchis
Ricardo García Sanchis (Carlet, Valencia, España, 18 de septiembre de 1935 — Carlet, España, 18 de enero de 2013) fue un futbolista español que se desempeñaba como delantero.

## Clubes
| Club               | País   | Año       |
| ------------------ | ------ | --------- |
| R. C. D. Mallorca  | España | 1959-1960 |
| Hércules C. F.     | España | 1960-1965 |
| Calvo Sotelo C. F. | España | 1965-1968 |
| Hércules C. F.     | España | 1969-1972 |